# Пламен Марков
Пламен Марков Марков (болг. Пламен Марков Марков; нар. 11 вересня 1957, Севлієво, Болгарія) — болгарський футболіст та тренер, виступав на позиції півзахисника.

## Клубна кар'єра
Футболом розпочав займатися в клубі «Раковскі» (Севлієво), за дорослу команду якої виступав з 1973 по 1975 рік. З 1975 по 1985 рік грав за ЦСКА (235 матчів та 37 голів). Потім грав у французьких клубах «Мец» та «Гренобль». П'ятиразовий чемпіон Болгарії (1975, 1980, 1981, 1982, 1983). Триразовий володар кубку Болгарії (1981 — неофіційний, 1983, 1985). Півфіналіст Кубку європейських чемпіонів 1982 року. За ЦСКА в єврокубках зіграв 27 матчів та відзначився 2 голами (17 матчів у КЄЧ та 10 матчів з 2 голами в Кубку УЄФА). Завершив кар'єру футболіста 1990 року.
Будучи футболістом «Меца» та гравцем у «Гренобля», закінчив тренерську школу Федерації футболу Франції у Віші.

## Кар'єра в збірній
У національній збірній Болгарії 38 матчів та відзначився 6 голами, в юнацьких — 11 матчів та відзначився 2 голи, а в молодіжній — 6 голами в 22-ох матчах. Дебютував у збірній 29 березня 1978 року поєдинку проти Аргентини (1:3 у Буенос-Айресі). Останній матч у збірній 10 червня 1986 року знову проти Аргентини (0:2 на чемпіонаті світу в Мексиці, виходив на турнірі лише у вище вказаному матчі). Футболіст з хорошою технікою, точними передачами та дизайнерськими якостями. Закінчив Національну спортивну академію «Георгій Димитров». Заслужений майстер спорту з 1980 року.

## Кар'єра тренера

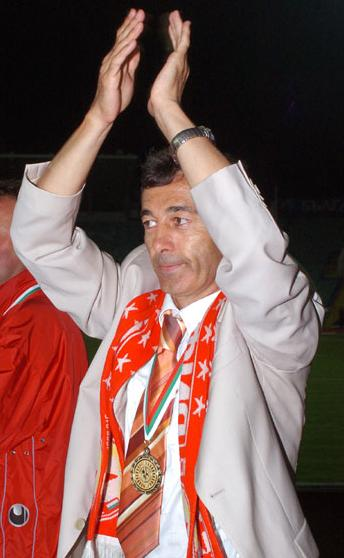

Працював тренером у ЦСКА, «Янтра» (Габрово), «Раковскі» (Севлієво), «Видима-Раковскі» (Севлієво). Як тренер національної збірної Болгарії успішно завершив кваліфікацію до чемпіонату Європи в 2004 році в Португалії і став другим болгарським тренером, який вивів збірну Болгарії у фінальну частину чемпіонат Європи. Після трьох програшів у трьох матчів фінальної частини чемпіонату Європи подав у відставку й повернувся до «Видима-Раковскі» (Севлієво). З квітня 2006 року працював тренером ЦСКА, з яким 24 травня 2006 року виграв кубок Болгарії, обігравши у фіналі «Черно море» (3:1). У липні 2006 року виграв із ЦСКА турнір «PlayStation-2». 30 липня 2006 року виграв з ЦСКА суперкубок Болгарії, перемігши «Левські» (Софія) (3:0) у фіналі в серії післяматчевих пенальті (у основний додатковий час рахунок залишався 0:0). Після двох нічийних матчів на початку весняної частини сезону 2007 року ЦСКА відставав на 6 очок від «Левскі», а керівництво, яке поставило за мету виграти чемпіонат, замінило Пламена Маркова на Стойчо Младенова. У 2007 році керував марокканським «Відадом». 11 січня 2008 року знову призначений тренером національної збірної Болгарії, але 2 грудня 2008 року після трьох нічиїх у кваліфікації чемпіонату світу звільнений виконавчим комітетом БФС.
16 квітня 2008 року успішно захистив дисертацію в НДА на тему «Дослідження та вдосконалення спортивної підготовки елітних футболістів» та здобув освітньо-науковий ступінь «Доктор».
У вересні 2014 року, після розсекречення файлів, виявилося, що Марков працював агентом Державної безпеки (ДС) з 1980 року.
У 2015 році призначений спортивним директором ПФК ЦСКА АД (Софія). Неодноразово оголошував про повернення команди, яка грає у групі «В».

## Особисте життя
Одружений, виховав двох доньок.